# 라비치군

비엘코폴스카주 지도에 표시된 라비치군의 위치

라비치군(폴란드어: powiat rawicki)은 폴란드 비엘코폴스카주에 위치한 군으로 군청 소재지는 라비치이며 면적은 553.23km2, 인구는 59,375명(2006년 기준), 인구 밀도는 110명/km2이다.
북쪽으로는 고스틴군, 동쪽으로는 크로토신군, 돌니실롱스크주 밀리치군, 남쪽으로는 돌니실롱스크주 트셰브니차군, 서쪽으로는 돌니실롱스크주 구라군, 북서쪽으로는 레슈노군과 접한다. 5개 지방 자치체(4개 도시형 농촌, 1개 농촌)를 관할한다.

군기
군 문장